# بیت نهمی (یمن)
 بیت نهمی (به عربی بیت النهمی)، روستایی است در عزلهٔ بنی مطر، در ناحیهٔ معبر حجران، از توابع استان بیضاء در کشور یمن در شبه جزیره عربستان.
جمعیت آن ۱۵۶ نفر (۹ خانوار) می‌باشد.